# NOD32
ESET NOD32 Antivirus (преди ESET Smart Security) е пакет антивирусен софтуер на словашката софтуерна компания ESET. Програмата е предназначена за операционните системи Microsoft Windows, GNU/Linux, FreeBSD, Solaris, Windows Mobile и други. ESET NOD32 Antivirus се предлага в два варианта – за стандартна и за бизнес употреба.

## История
Основана през 1992 г. в Словакия, ESET е глобален доставчик на NOD32 и на други продукти за информационна сигурност с централи в Братислава и Сан Диего. Софтуерните приложения, разработвани от компанията, са предназначени за домашни потребители и компании от всякакъв калибър. Компанията има широка партньорска мрежа, включваща офиси и представителства в над 100 страни по целия свят, включително и в България. Продуктите, които предлага, са признати от най-престижните независими организации в бранша и са носители на сертификати и награди за качество.
Програмата започва да увеличава своята популярност измежду ИТ професионалистите в държавите от Източна Европа, след като се знае, че е произлязла от Словакия.
Съкращението NOD произлиза от популярния през 90-те години в Словакия сериал Болница на края на града. По негово подобие създателите на антивирусната система го кръщават Болница на края на диска или Nemocnica na okraji disku (NOD). Числото 32 индикира, че продуктът е предназначен за 32-битови операционни системи, въпреки че в съвременния си вид ESET NOD32 е съвместим и с 64-битови системи, марката остава същата.

## Техническа информация
ESET NOD32 е обявен за най-добър антивирусен продукт за 2006 г. и 2007 г. от AV Comparatives и е един от претендентите за наградата за 2008 г.
В мрежата NOD32 може да бъде обновен от клиентите чрез централния „огледален сървър“ в мрежата.

## Рецензия
- NOD32 е непълно сертифициран от ICSA Labs.
- По рейтинга на CNet.com NOD32 е получил оценка 3,5/5 от редакторите и 4/5 над 18 вота от потребителите.
- На Download.com (собственост на CNet) е получил резултат от 4/5 от повече над 500 потребителя.
- През октомври 2008 г. продуктът получава от AV-Test резултат 94,4% за засичане на зловреден софтуер и 94,7% за засичане на шпионски такъв.